# 알브레히트 펭크

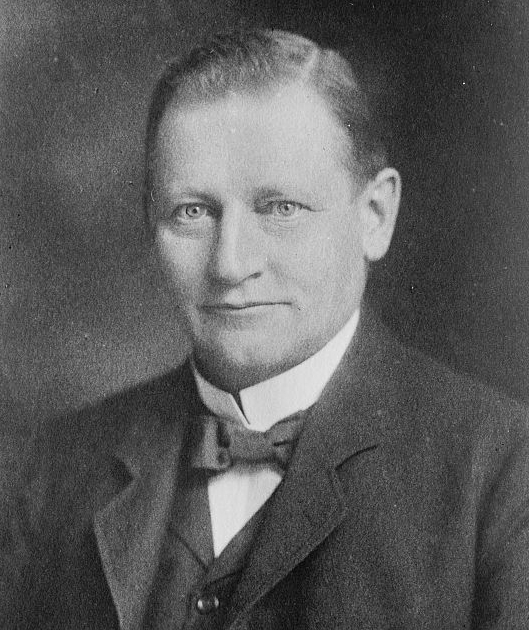

알브레히트 펭크(Albrecht Penck, 1858년 9월 25일 ~ 1945년 3월 7일)는 독일의 지리학자 겸 지질학자이다.
1894년에 마지막 빙하기와 유럽의 플라이스토세 지형에 대하여 연구의 기초를 완성하였다. 고전적 저서인 『지표면의 지형학』을 저술하였다.